# Lijst van termen in het Domesday Book
Dit is een verklarende lijst van termen die gebezigd worden in het Domesday Book van 1086. De meeste begrippen zijn langere tijd (in de Middeleeuwen) in gebruik geweest, vóór en na dat jaar.
| Latijn of Angelsaksisch      | (Oud)engels         | Nederlands                   | Verklaring |
| ---------------------------- | ------------------- | ---------------------------- | --- |
| Acra                         | acre                | verwant aan 'akker'          | De hoeveelheid land die met een ploeg met 1 os in 1 werkdag geploegd kon worden: 4840 vierkante yard, of 0,4 hectare. |
| Bordarium*                   | bordar**            | kleine boer                  | Lid van de middenklasse van de boeren, bezat of pachtte doorgaans 4-8 ha en verrichtte herendiensten |
| Burus                        | boor                |                              | Landarbeider, soms een vrijgemaakte slaaf, pachtte soms wat land van de heer in ruil voor werk |
| Caruca, carruca              | plough, plough team | ploeg                        | Een ploeg met 8 ossen. In de context van land geeft het de afmeting aan. Lord 1 plough, bordars 3 ploughs betekent dat het land van het demesne door een ploeg met 8 ossen in 1 dag geploegd kon worden, het land van de boeren in 3                            |
| Carucata                     | carucate            |                              | Oppervlaktemaat in het gebied Danelaw, ruwweg hetzelfde als een hide. De hoeveelheid land die door 1 ploegspan in 1 dag geploegd kon worden |
| Colibertus, quolibertus*     | freedman            | vrijgemaakte man             | Lage klasse van boeren/landarbeiders, met name in het gebied Danelaw, vergelijkbaar met boor |
| Comitatu                     | county, shire       | graafschap                   | Engeland was in die tijd verdeeld in graafschappen |
| Cotarius*                    | cottar, cottager**  | keuterboer                   | Laagste klasse van boeren. Pachtte slechts een klein stukje land, verrichtte herendiensten en werkte als landarbeider. Het onderscheid met de bordar kan soms onduidelijk zijn                                                                                  |
| Denarius                     | penny               | penning                      | 1/12 van een shilling, 1/240 van een pond |
| Dominio                      | demesne             | domein                       | Het deel van de manor dat de heer voor eigen gebruik liet bewerken |
| Foras                        | forest              |                              | Niet altijd een bos, maar meer ongecultiveerd land. Voor de jacht, een populair tijdverdrijf van de Normandische adel |
| Geldum                       | geld                | belasting (rekeneenheid)     | Oorspronkelijk van Danegeld, in Engeland geheven belasting om de Vikingen te bestrijden of af te kopen. Gerekend in een x-aantal pennies per hide of carucate                                                                                                   |
| Hida, mansus, mansa          | hide                |                              | Rekeneenheid van inkomen of bezit, meestal in hoeveelheid land. In dat geval 40 tot 120 acres, afhankelijk van de productiviteit van de grond. Van origine voldoende om een gezin te onderhouden, later in gebruik als basis voor het vaststellen van belasting |
| Hundredum                    | hundred             | district                     | Onderverdeling van een graafschap, met voldoende inkomen om 100 gewapende mannen te onderhouden (boeren en horigen niet meegeteld), ofwel 100 gezinshoofden met hun gezinnen. Verwant aan Herred. In Danelaw heette dit wapentake                               |
| Manerium, mansio             | manor               | landgoed (niet: landhuis)    | Het gehele bezit (leen) van de heer, inclusief eigen grond, verhuurd akkerland en gemeenschappelijke common |
| Molendinum                   | mill                | watermolen                   | De windmolen zou in Engeland pas 100 jaar later voorkomen |
| Pastura                      | pasture             | weiland                      | Voor begrazing door vee. Lager in waarde dan meadow. In Essex werd het gemeten in het aantal schapen dat ervan kon leven |
| Pratum                       | meadow              | weiland                      | Grasland voor begrazing door vee en voor de productie van hooi |
| Presbyter                    | priest              | priester                     | Van de priester (in dienst van de kerk) wordt soms vermeld hoeveel land hij bezat of pachtte |
| Servus*                      | serf                | slaaf                        | Ontving voedsel, kleding en onderdak van de heer, maar mocht het landgoed niet verlaten |
| Silva                        | woodland            | ruigte                       | Ongecultiveerd land, vaak gemeten in het aantal varkens die ervan konden leven, maar ook bedoeld voor het sprokkelen van hout |
| Solidus                      | shilling            | shilling                     | Rekeneenheid (niet feitelijk een munt): 12 pennies, ofwel 1/20 van een pond |
| Tenens in capite             | tenant-in-chief     | kroonvazal                   | Leenman die zijn landgoederen direct van de koning in leen had gekregen en op zijn beurt leenheer was van lagere vazallen |
| TRE - tempore regis Edwardii |                     | In de tijd van koning Eduard | Afkorting die werd gebruikt bij het duiden van status en bezit vóór de Normandische verovering van Engeland |
| þegn                         | thegn, thane        | Kroonvazal                   | Leenman die zijn landgoed direct van de koning in leen had gekregen, in ruil voor bewezen (militaire) diensten. Ten tijde van het Domesday Book waren de meeste thegns Angelsaksen die na de Normandische verovering hun bezittingen konden houden              |
| Villanus*                    | villein, villager   | boer                         | Lid van de hoogste boerenklasse (met het meeste land), bezat doorgaans 8-16 ha, maar verrichtte ook nog herendiensten |
| Virgata                      | virgate             |                              | Een kwart van een hide |

*Het Domesday Book vermeldt geen inwonertallen, maar slechts de gezinshoofden. Waar bijvoorbeeld "3 villeins, 4 bordars" staat, moeten hun gezinnen er in gedachten bijgeteld worden om een schatting te kunnen maken van het aantal inwoners.

**Sommige Engelstalige bronnen vermelden een aantal "smallholders". Dit zijn de kleine pachters, ofwel de cottars en bordars samen. 